# Шарин (Ельский район)
Шарин (бел. Шарын) — деревня в Ремезовском сельсовете Ельского района Гомельской области Беларуси.

## География

### Расположение
В 5 км на запад от районного центра и железнодорожной станции Ельск (на линии Калинковичи — Овруч), в 182 км от Гомеля.

## Гидрография
Кругом мелиоративные каналы, соединённые с рекой Чертень.

## Транспортная сеть
Транспортные связи по просёлочной, затем автомобильной дороге Ельск — Махновичи. Планировка состоит из 2 широтных улиц, соединенных 2 переулками. Застроена двусторонне, неплотно, деревянными домами усадебного типа.

## История
По письменным источникам известна с XVI века как деревня в Минском воеводстве Великого княжества Литовского. После 2-го раздела Речи Посполитой (1793 год) в составе Российской империи. В 1811 году — село, помещичья собственность. В 1879 году упоминается как селение Ельского церковного прихода. Согласно переписи 1897 года располагались: школа грамоты, хлебозапасный магазин, 2 конные мельницы. В 1908 году в Королинской волости Мозырского уезда Минской губернии. В 1911 году в наёмном доме открыта земская школа, а в начале 1920-х годов для неё было выделено национализированное здание. В 1929 году создан колхоз «Красный пахарь», работала кузница. 60 жителей погибли на фронтах Великой Отечественной войны. В 1959 году в составе совхоза «Ельский» (центр — город Ельск), размещался клуб.
До 16 декабря 2009 года в составе Богутичского сельсовета.

## Население

### Численность
- 2004 год — 26 хозяйств, 54 жителя.

### Динамика
- 1811 год — 36 дворов.
- 1816 год — 121 житель.
- 1897 год — 86 дворов, 499 жителей (согласно переписи).
- 1908 год — 100 дворов, 543 жителя.
- 1959 год — 390 жителей (согласно переписи).
- 2004 год — 26 хозяйств, 54 жителя.